# Songbird (NCT WISHの曲)
「Songbird」（ソングバード）は、韓国のボーイズグループ・NCT WISHの2作目のシングル。avex traxから日本盤が2024年6月26日に、カカオエンターテインメントから韓国盤が2024年7月1日に発売された。

## 概要
- デビューシングル「WISH」以来、約4ヶ月ぶりにリリースされる2ndシングル。
- 前作に引き続き、BoAがプロデューサーとして参加している。
- タイトル曲「Songbird」とB面曲「Tears Are Falling」が収録されている。

## 背景
NCT WISHは、2024年2月21日に東京ドームにて開催された「SMTOWN LIVE 2024 SMCU PALACE @TOKYO」にてデビューした。2月28日、グループ初のシングル「WISH」をリリースすると、デビュー50日目に新人賞を受賞したと同時に、韓国と日本の主要音楽ランキングで1位を記録し、韓国のケーブルテレビの音楽番組で1位を獲得するなど、日韓両国でデビュー作の成功を収めた。
また、韓国5都市にて開催されたファンミーティングツアー「NCT WISH : SCHOOL of WISH」が全席完売を記録するなど、活躍を続けている。

## プロモーション

### 予告編
- 6月11日より、予告イメージを公開した。
幸運を象徴する青い鳥をモチーフにしており、青い鳥のプラモデル、羽、華やかな色の花などが調和した多彩なイメージとなっている[11]。
鳥型のロボットのようなオブジェは、ガンダムのプラモデルを改造して組み立てて着色したものである[12]。
- 6月20日、タイトル曲「Songbird」ミュージックビデオ予告イメージを公開した。
スクールルックに身を包んだメンバーたちの初々しくキッチュな雰囲気のビジュアルが盛り込まれている[13]。
- 6月21日、予告映像「Missing Bird in Cupid Museum」を公開した。
タイトル曲「Songbird」のコンセプトとNCT WISHの爽やかな雰囲気、童話のような映像が調和したトレーラーとなっている[14]。
デビューシングル「WISH」で初心者のキューピッドだったNCT WISHのより一層成長した姿を愉快に描いており、メンバーたちのもとに幸運の新しい「Songbird」がやってくるというストーリー[14]。
- 6月22日、プロモーションウェブサイト「願い配達部（songbird-express.com）」をオープンした。
願い配達部の「NCT WISH」が、世界の全ての願いを叶えるというコンセプト[15]。ウェブサイトでファンたちが「お願いレター」を作成した後、自身の願いを叶えてくれる配達部を選択して送信する[15]。この中でメンバーたちに選ばれたウィッシュを直接実現するという企画[15]。

### ミュージックビデオ
- 6月25日、タイトル曲「Songbird (Japanese Ver.)」ミュージックビデオを公開した。
前作「WISH (Japanese Ver.)」ミュージックビデオに連なるストーリーで、NCT WISHのメンバーたちがキューピッド役に扮している[16]。キューピッド士官学校に通うメンバーたちが、ひょんなことからボードゲームの世界に迷い込み、新米配達員として人々に幸せを届けるために、孤軍奮闘する様子が描かれている[16]。
ミュージックビデオには、お菓子の家や空飛ぶ車なども登場し、メルヘンでファンタジーな世界観を演出しており、ダンスシーンは、雄大な草原の中でドローンを用いて撮影された[16]。
- 6月30日、収録曲「Tears Are Falling (Korean Ver.)」サマームービーを公開した。
「NCT WISHの夏休み」をコンセプトに、メンバーたちが旅行に行き、楽しい時間を過ごしながら思い出を作っている自然体の姿が収められている[17]。
- 7月1日、タイトル曲「Songbird (Korean Ver.)」ミュージックビデオを公開した。

### イベント
- 6月26日、リリース記念トークイベント「Songbird Express」を六本木ヒルズアリーナにて開催した[18]。

### テレビ出演
- 6月24日、TBSテレビ系『CDTV ライブ! ライブ!』に出演し、タイトル曲「Songbird」を世界初披露した。
- 6月29日、テレビ東京『超音波』に出演し、タイトル曲「Songbird」を披露した。
- 6月29日、NHK総合『Venue101』に出演し、タイトル曲「Songbird」を披露した[19]。
- 7月5日、MUSIC ON! TVにてオリジナル番組『M-ON! SPECIAL「NCT WISH」～Songbird～』が放送された。
- 7月5日、日本テレビ『バズリズム02』に出演し、タイトル曲「Songbird」を披露した。
- 7月9日より、SBS M『THE SHOW』を皮切りに、韓国音楽番組に出演し、タイトル曲「Songbird」を披露している。

## 収録曲
1. Songbird [3:02]
  - 作詞：강은정
  - 日本語詞：H.Toyosaki
  - 作曲：HONEY NOISE (THE HUB)、Brown Panda (THE HUB)、Jacob Aaron (THE HUB)、Frankie Day (THE HUB)
  - 編曲：HONEY NOISE (THE HUB)、Brown Panda (THE HUB)

クセになるギターリフが印象的なポップダンスナンバー[20]。
幸運を運ぶ鳥をモチーフにした歌詞には「奇跡を起こすため一緒に飛び上がろう」という希望に満ちたメッセージを盛り込んでいる[20]。
2. Tears Are Falling [3:05]
  - 作詞：Ellie Suh (153/Joombas)
  - 日本語詞：Irodori Kaoru
  - 作曲：Christopher Lund Nissen、Nicklas Sahl、Jeppe London Bilsby、Rick Bridges
  - 編曲：Jeppe London Bilsby

ミニマルサウンドとささやくような温かみのあるボーカルが調和したミディアムテンポの楽曲[21]。
歌詞には、大変なことがあってもいつもそばで力になるという思いを表現した[21]。

## チャート成績
7月1日に発売された韓国盤は、アルバム販売量集計サイト・HANTEOチャート基準で、初動販売量53万7998枚を記録し、自己最高記録を更新した。これは、デビューシングル「WISH」の初動28万478枚より約2倍の数値であり、2024年にデビューしたK-POPアーティストの初動で最高の記録となった。
7月10日には、日本盤が日本レコード協会からゴールド認定を受けた。

## リリース

### 日本盤
| リリース日    | レーベル  | 規格                   | 規格品番                        |
| ------------- | --------- | ---------------------- | ------------------------------- |
| 2024年6月25日 | avex trax | デジタル・ダウンロード | デジタル・ダウンロード          |
| 2024年6月26日 | avex trax | CD                     | AVCK-43380 （通常盤）           |
| 2024年6月26日 | avex trax | CD                     | AVCK-43374/9 （初回生産限定盤） |

### 韓国盤
| リリース日   | レーベル                   | 規格                   | 商品番号                   |
| ------------ | -------------------------- | ---------------------- | -------------------------- |
| 2024年7月1日 | カカオエンターテインメント | デジタル・ダウンロード | デジタル・ダウンロード     |
| 2024年7月1日 | カカオエンターテインメント | 8cmCDシングル          | L700001446 （Letter ver.） |
| 2024年7月6日 | カカオエンターテインメント | ミュージック・カード   | L700001447 （SMini ver.）  |

## 音楽番組首位
| 放送日        | 放送局    | 番組名            |
| ------------- | --------- | ----------------- |
| 2024年7月10日 | MBC MUSIC | 『SHOW CHAMPION』 |